# المراجعات
المراجعات كتاب ألَّفه المتكلِّم الشيعي عبد الحسين شرف الدين، وسمّاه أوّلاً المناظرات الأزهريّة والمباحثات المصريّة، وقد جمع فيه المراسلات الحواريّة بينه وبين شيخ الأزهر سليم البشري حول موضوع الإمامة وهي التي أدت أخيراً إلى تشيعه وفقاً لما جاء في المراجعات، غير أن جمعاً من أهل السنة ينفون تشيع سليم البشري بل وينكرون أصل هذه المراسلات. ويعد هذا الكتاب من أشهر الكتب الحوارية الشيعية وأوسعها إنتشارا، وقد كتب باللغة العربية، ثم تُرجم إلى لغات أخرى.

## ترجمات وكتب مرتبطة

### ترجمات
- تُرجم إلى الفارسية أكثر من مرّة، فمنها ترجمة حيدر قلي سردار الكابلي التي تمّت في حياة المؤلّف وسمّاها المناظرات في ترجمة المراجعات[3]، ومنها ترجمة محمد جعفر الإمامي، ومنها ترجمة أبو الفضل النجم آبادي، ومنها ترجمة محمد صادق النجمي، ومنها ترجمة أحمد بانپور، ومنها ترجمة مصطفى الزماني.
- ذكر الزركلي ترجمة الكتاب إلى الأردوية،[2] وترجمه محمّد باقر صدر الأفاضل كذلك بعنوان مذهب أهل بيت.[4]
- تُرجم إلى البنگالية.[5]
- تُرجم إلى الپشتونية بعنوان دحق لتمون.[6]
- تُرجم إلى اللغة الرواندية لغة بلاد رواندا في أفريقيا.[7]
- تُرجم إلى اللغة الفولانية المحكيّة في غرب أفريقيّا.[8]
- ترجمه ياسين طعمة الجبوري إلى الإنگليزية بعنوان A Shi'i-Sunni dialogue،[9] وكان قد تُرجم قبل ذلك بعنوان The Right Path إلّا أنّ الجبوري انتقد الترجمة الأولى وعدّ سوئها من أسباب إقدامه على ترجمة الكتاب مجدّداً.
- تُرجم إلى الألمانية بعنوان Die Konsultation.[10]
- تُرجم إلى الفرنسية بعنوان Les Révisions،[11] وترجمته أيضاً ترجمة أخرى إلى الفرنسيّة رغيدة عسيران بعنوان Correspondances.[12]
- ترجمه فيصل مورهل (Feisal Morhell) إلى الإسپانية بعنوان Las Referencias.[13]
- تُرجم إلى الروسية.[14]
- تُرجم إلى الطاجيكية.
- تُرجم إلى الكردية.[15]
- تُرجم إلى الأذرية.[16]
- تُرجم إلى التركية.[17]
- تُرجم إلى الأويغورية لغة شعب الأويغور في الصين.[18]
- تُرجم إلى الإندونيسية بعنوان Dialog Sunnah Syi'ah.[19]
- تُرجم إلى الألبانية بعنوان Al-Muraxha'at.[20]
- تُرجم إلى البوسنية بعنوان Al-Muradzat.

### كتب أخرى مرتبطة
- كتب علي الحسيني الميلاني كتابه تشييد المراجعات وتفنيد المكابرات تأييداً للمراجعات، ورداً على الردود التي كُتبت على المراجعات.
- اختصر علي أصغر المروّج الخراساني الكتاب بالفارسيّة، وسمّى المختصر حق‌جو وحق‌شناس.
- كتب حسين الراضي كتابه سبيل النجاة في تتميم المراجعات تتميماً للمباحث الواردة في المراجعات.

### ردود وانتقادات
- كتب رجل الدين السني المصري علي السالوس كتابه الفرية الكبرى في رد الكتاب.
- كتب رجل الدين السني المصري محمود الزعبي كتابه البينات في الرد على أباطيل المراجعات في رد الكتاب.
- كتب رجل الدين السني العراقي أبو مريم بن محمد الأعظمي كتابه الحجج الدامغات لنقد كتاب المراجعات في رد الكتاب.
- للرجل الدين السني السلفي الكويتي عثمان الخميس كتابان في رد المراجعات، أحدها وقفات مع كتاب المراجعات، والآخر كتاب المراجعات دراسة نقدية حديثية، والكتاب الثاني رسالة مقدّمة لجامعة الملك سعود.
- كتب عبد الله بن عبشان الغامدي كتابه السياط اللاذعات في كشف كذب وتدليس صاحب المراجعات.
- كتب راشد بن عبد المعطي بن محفوظ كتابه كتاب المراجعات كتاب الكذب والمفتريات.

### نقد حبكة الرواية
يقول عثمان الخميس لا نعلم في تلك الحقبة حوادث وكوارث تعوق نشر مثل هذا الكتاب وذلك لأنه يتكلم عن عام 1910م يعني قبل تسعين سنة تقريبا ، ولكن لعل المقصود بهذه الكوارث والحوادث هي وجود الشيخ البشري الذي يدعي المؤلف أنه ناقشه في هذا الكتاب وذلك أن الشيخ البشري في ذلك الوقت كان حيا ، فلما مات الشيخ البشري – رحمه الله – خلا الجو للموسوي لكي يعرض ما عنده ولا يرد عليه أحد ، ولذلك عندما تتصفح هذا الكتاب لا تجد أي صورة مخطوطة من رسائل البشري التي تعدت الخمسين رسالة والتي يدعيها الموسوي أنها رسائل أرسلها إليه البشري ، فعلى الأقل لابد من أن يذكر صورا لهذه الرسائل عليها توقيع البشري حتى يرى البشري هل هذه للبشري أم لا .
```
 ثم كذلك هذا ظاهر من سير المناظرات ، فإن البشري في هذه المناظرات يقف بين يدي الموسوي كالتلميذ بين يدي معلمه يسأل ويستفهم فقط ، علما بأن الموسوي في هذه الفترة التي يدعي أنها تخللتها الرسائل لم يجاوز الأربعين سنة والبشري قد جاوز الستين تقريبا ، ومع هذا البشري يمدح والموسوي يشكر على المديح دائما في هذا الكتاب.
[
21
]
```

## انظر أیضا
| - معالم المدرستين - الغدير في الكتاب والسنة والأدب | - ليالي بيشاور |